# Torneo de Hobart 2017
El Hobart International 2017 es un evento de tenis WTA International en la rama femenina. Se disputó en Hobart (Australia), en el complejo Hobat International Tennis Center y en cancha dura al aire libre, haciendo parte de un par de eventos que hacen de antesala al Australian Open, entre el 8 de enero y 14 de enero de 2017 en los cuadros principales femeninos, pero la etapa de clasificación se disputó desde el 6 de enero.

## Cabezas de serie

### Individuales femeninos
| Tenista              | Ranking | Preclasificada |
| Kiki Bertens         | 22      | 1              |
| Anastasija Sevastova | 34      | 2              |
| Monica Niculescu     | 38      | 3              |
| Alison Riske         | 39      | 4              |
| Misaki Doi           | 40      | 5              |
| Alizé Cornet         | 41      | 6              |
| Kristina Mladenovic  | 42      | 7              |
| Ana Konjuh           | 47      | 8              |
| Naomi Osaka          | 48      | 9              |
| Sara Errani          | 49      | 10             |
| Johanna Larsson      | 50      | 11             |

- Ranking del 2 de enero de 2017.

### Dobles femeninos
| Tenista                          | Ranking | Preclasificada |
| Monica Niculescu Abigail Spears  | 40      | 1              |
| Kiki Bertens Johanna Larsson     | 63      | 2              |
| Gabriela Dabrowski Yang Zhaoxuan | 99      | 3              |
| María Irigoyen Liang Chen        | 114     | 4              |

## Campeonas

### Individuales femeninos
Elise Mertens venció a  Monica Niculescu por 6-3, 6-1

### Dobles femenino
Raluca Olaru /  Olga Savchuk vencieron a  Gabriela Dabrowski /  Yang Zhaoxuan por 0-6, 6-4, [10-5]